# Fachschule des Heeres für Erziehung und Wirtschaft
Die Fachschule des Heeres für Erziehung und Wirtschaft (FSHErz/Wi) war eine Fachschule der Bundeswehr am Standort Darmstadt. Neben der fachlichen Ausbildung von Offiziersanwärtern des militärfachlichen Dienstes wurden im Rahmen der Fortbildungsstufe B auch Unteroffiziere mit Portepee des Heeres ausgebildet.
Der Schulstab und die Fachschule des Heeres für Erziehung befanden sich in der Frankenstein-Kaserne (seit 2006 Major-Karl-Plagge-Kaserne) in Darmstadt-Eberstadt, die Fachschule des Heeres für Wirtschaft überwiegend in der Starkenburg-Kaserne, wo sich auch das Fachmedienzentrum der Schule mit Bibliothek, Zeichenstelle, Druckerei, Fotolabor und Unterrichtsmitschauanlage sowie Ausbildungsräume für Kunst- und Werkerziehung befanden. Im Frieden war der Schule das Feldausbildungsbataillon 857, eine sogenannte Geräteeinheit, unterstellt. Die Fachschule des Heeres für Erziehung und Wirtschaft wurde 2000 außer Dienst gestellt. Neben der I. bis IV. Inspektion gab es bis 1992 noch eine weitere Inspektion, in der zeitweise die Lehrgänge „Grundlagen der Elektrotechnik“ sowie „Menschenführung und Methodik“ durchgeführt wurden.
Von 1979 bis 1981 diente der spätere Inspekteur des Sanitätsdienstes (2006–2011), Generaloberstabsarzt Kurt-Bernhard Nakath, als Truppenarzt der Schule.

## Fachschule des Heeres für Erziehung (FSHErz)
Die Fachschule des Heeres für Erziehung bildete zum Erzieher aus.
Die Schule wurde am 1. Oktober 1975 an die Kampftruppenschule II/III angegliedert, die daraufhin in Kampftruppenschule 2 und Fachschule des Heeres für Erziehung umbenannt wurde. In dieser Zeit wurden zahlreiche Offiziere des militärfachlichen Dienstes ausgebildet. Am 1. April 1981 wurde die Schule in die Frankenstein-Kaserne in Darmstadt verlegt und die Kampftruppenschule 2 und Fachschule des Heeres für Erziehung in Kampftruppenschule 2 umbenannt. Die Fachschule des Heeres für Erziehung in Darmstadt gliederte sich in die I. und II. Inspektion.
Mit Auflösung der Fachschule des Heeres für Erziehung im Jahr 2000 endete für die Offizieranwärter des militärfachlichen Dienstes auch die Möglichkeit der Ausbildung zum Staatlich anerkannten Erzieher. Im Rahmen der Berufsförderung bieten aber die Bundeswehrfachschulen Berlin, Hamburg und Köln Erzieherlehrgänge für Soldaten auf Zeit an.

## Fachschule des Heeres für Wirtschaft (FSHWi)
Die Fachschule des Heeres für Wirtschaft bildete zum Staatlich geprüften Betriebswirt aus.
Die Ausbildung dauerte als Vollzeitstudium zwei Jahre. Der kurrikulare Lehrplan wurde ausschließlich vom hessischen Kultusministerium genehmigt und überwacht. Die Abschlussprüfungen leitete ein Vertreter des Kultusministeriums. Der Schulleiter und das Lehrpersonal wurde vom Verteidigungsministerium vorgeschlagen. Deren Lehrbefähigung wurde vom hessischen Kultusministerium überprüft und die Lehrerlaubnis erteilt. Das galt auch für die Inspektionschefs sofern sie in der Lehre eingesetzt wurden. Der Schulleiter war für die Einhaltung des kurrikularen Lehrplans verantwortlich. Die militärische Hierarchie hatte darauf keinen Einfluss. Die Inspektionschefs waren für die militärische Ordnung und militärische Verfahren  zuständig. Insofern entspricht die neben dargestellte hierarchische Gliederung nicht den realen Unterstellungsverhältnissen. Nach dem Grundstudium konnten sich die Studierenden für die Schwerpunktfächer Logistik, Personalwirtschaft oder Wirtschaftsinformatik entscheiden. Darüber hinaus wurde mit einer Zusatzausbildung das Abitur, bzw. die Fachhochschulreife angeboten. Zu den wesentlichsten Unterrichtsmethoden gehörten Praktika und Computer gestützte Unternehmensplanspiele, bei denen die verschiedenen betriebswirtschaftlichen Einzelfächer übergreifend zusammengeführt wurden. Ihre Dauer lag bei einer Woche. Ziel war die Studierenden zu einer ganzheitlichen Betrachtungsweise hinzuführen.
Die Schule wurde 1975 aufgestellt und als dritte Lehrgruppe an die Schule für Feldjäger und Stabsdienst (SFJg/StDstBw) angegliedert, die daher ab 1976 Schule für Feldjäger und Stabsdienst/Fachakademie für Wirtschaft des Heeres (SFJg/StDst/FakWiH) hieß. Mit der Verlegung der Wirtschaftsfachausbildung an den Standort Darmstadt im Jahr 1982 erhielt auch die Schule für Feldjäger und Stabsdienst wieder ihre ursprüngliche Bezeichnung. Die Fachschule des Heeres für Wirtschaft gliederte sich am Standort Darmstadt in III. und IV. Inspektion. Die IV. Inspektion hatte die Unterkunft in der Frankenstein-Kaserne, die Unterrichtssäle und die Schulleitung befanden sich komplett in der Starkenburg-Kaserne. Die Fachschule des Heeres für Wirtschaft verfügte über drei vernetzte, komplett eingerichtete PC-Unterrichtshörsäle.
Zum 1. September 1999 wurden die Fachschule der Luftwaffe für Wirtschaft, die Fachschule der Luftwaffe für Maschinentechnik, die Fachschule der Luftwaffe für Datenverarbeitung und die Fachschule des Heeres für Wirtschaft zur Fachschule der Luftwaffe (FSLw) zusammengefasst, die wiederum Teil der Technischen Schule der Luftwaffe 3 in Faßberg war. Der letzte Lehrgang an der Fachschule des Heeres für Wirtschaft in Darmstadt endete im III. Quartal 2000.